# Tirol, Caraș-Severin
Tirol (în maghiară Kiràlykeģye, în germană Königsgnad) este un sat în comuna Doclin din județul Caraș-Severin, Banat, România. Are o populație de 642 locuitori.

## Geografie
Localitatea Tirol este așezată în sud-vestul țării, în regiunea Banat, la vest de orașul Bocșa în Județul Caraș-Severin.  
Coordonatele sale geografice sunt 21.594167° longitudine estică și 45.332222° latitudine nordică.                                      

#### Clima
Clima este temperat-continentală cu influențe sub-mediteraneene. Datorită vânturilor de vest și expunerii, precipitațiile sunt destul de ridicate. 

#### Vegetația
În prezent este un domeniu eterogen de vegetație naturală: pădure, pățuni secundare, suprafețe pomicole, viticole și terenuri arabile.

#### Agricultura
Zona localității este favorabilă pentru viticultură, pomicultură, cereale, plante tehnice, iar suprafețele de pășuni, la care se adaugă plantele furajere, asigură creșterea animalelor.

## Istorie
Localitatea a fost fondată în anul 1810 prin decret imperial sub numele de Königsgnade.
Tirolezii care în 1809 au ținut piept la Berg Insel trupelor bavareze și franceze, au fost trimiși in frunte cu Jozef Speckbacher  în Banatul Montan. În 1810 ei au întemeiat acolo localitatea Konigsgnade.

## Cultura și tradiții
- Farsang (este un carnaval al costumelor și măștilor) Acest carnaval se ținea in fiecare an înainte de postul Paștelui.
- Pelerinaj de Rusalii (în perioada interbelică locuitori din Tirol mergeau în pelerinaj la Ciclova).
- Kirvait – hramul bisericii catolice din localitate.

## Turism
- Monument dedicat eroilor căzuți în primul război mondial, în Tirol se află în curtea bisericii romano-catolice din sat.[nefuncțională]
- Crama din Tirol, construită toată din piatră, renovată de curând. Realizată pe vremea UDR-ului, 1920-1948.
- Rezervația Naturală "Punctul fosilifer Tirol" Tipul: Paleontologică. [nefuncțională]
- Pod realizat doar din piatră, nu cunosc vechimea lui, dar merita admirată construcția.
- Conac.[nefuncțională]

## Economie
Zona este cunoscută în special pentru calitatea vinurilor sale datorită condițiilor favorabile de mediu, precum și a existenței trenurilor fertile pentru cultivarea viței de vie.
Crama din Tirol, construita toată din piatra, a fost renovata de curând. Aceasta a fost realizata intre 1920-1948. Pe vremuri, vinul de calitate superioara obținut în Tirol era exportat în Austria și Ungaria.
Soiuri cultivate în vechea podgorie a UDR-ului pe o suprafață de 58ha:
- Riesling
- Sauvignon blanc
- Merlot

## Demografie
| An 1900. Populația | An 1992. Populația 642 | An 2012. Populația |
| ------------------ | ---------------------- | ------------------ |
| Germani 992        | Români 435             | Români             |
| Crașoveni 348      | Germani 116            | Germani            |
| Slovaci 98         | Crașoveni 59           | Crașoveni          |
| Unguri 20          | Maghiari 17            | Maghiari           |
| Români 12          | Romi 8                 |                    |
|                    | Ucraineni 5            |                    |